# Norgesmesterskapet 1916
La Norgesmesterskapet 1916 di calcio fu la 15ª edizione del torneo. Terminò l'8 ottobre 1916, con la vittoria del Frigg sullo Ørn per 2-0. Fu il secondo titolo nella storia del club.

## Risultati

### Primo turno
| Squadra 1 | Risultato      | Squadra 2   |
| --------- | -------------- | ----------- |
| Brann     | 2 – 3 (d.t.s.) | Stavanger   |
| Rollon    | 1 – 7          | Gjøvik-Lyn  |
| Snøgg     | 0 – 6          | Ørn         |
| Start     | 0 – 1          | Fram Larvik |
| Sverre    | 2 – 3          | Brage       |
| Frigg     | 3 – 1          | Norrøna     |

- Il Kvik Halden ricevette una wild card.

### Secondo turno
| Squadra 1   | Risultato | Squadra 2   |
| ----------- | --------- | ----------- |
| Brage       | 0 – 7     | Kvik Halden |
| Fram Larvik | 1 – 4     | Ørn         |
| Frigg       | 4 – 1     | Stavanger   |

- Il Gjøvik-Lyn ricevette una wild card.

### Semifinali
| Squadra 1  | Risultato | Squadra 2   |
| ---------- | --------- | ----------- |
| Frigg      | 2 – 0     | Kvik Halden |
| Gjøvik-Lyn | 2 – 5     | Ørn         |

### Finale
| Arbitro: | Andersen |

|                          |           |  |
| Smedvik 70’ Andersen 71’ | Marcatori |  |

#### Formazioni
| Frigg (2-3-5) |  |                       |
|               |  |                       |
| POR           |  | Arne Wendelborg       |
| DIF           |  | Yngvar Kopsland       |
| DIF           |  | Georg Waitz           |
| CEN           |  | Thorbjørn Damgaard    |
| CEN           |  | Georg Hartmann-Hansen |
| CEN           |  | Fritz Semb-Thorstvedt |
| ATT           |  | Einar Hansen          |
| ATT           |  | David Andersen        |
| ATT           |  | Ragnvald Smedvik      |
| ATT           |  | Bjarne Olsen          |
| ATT           |  | Trygve Smith          |

| Ørn (2-3-5) |  |                      |
|             |  |                      |
| POR         |  | Thorbjørn Falkenberg |
| DIF         |  | R. Paulsen           |
| DIF         |  | Th. Hansen           |
| CEN         |  | Kristian Johnsen     |
| CEN         |  | O. Lindberg          |
| CEN         |  | Emil Hansen          |
| ATT         |  | Michael Paulsen      |
| ATT         |  | Harald Strøm         |
| ATT         |  | O. Kristoffersen     |
| ATT         |  | Erl. Pedersen        |
| ATT         |  | V. Fredo Fredriksen  |